# مياكو أودوري

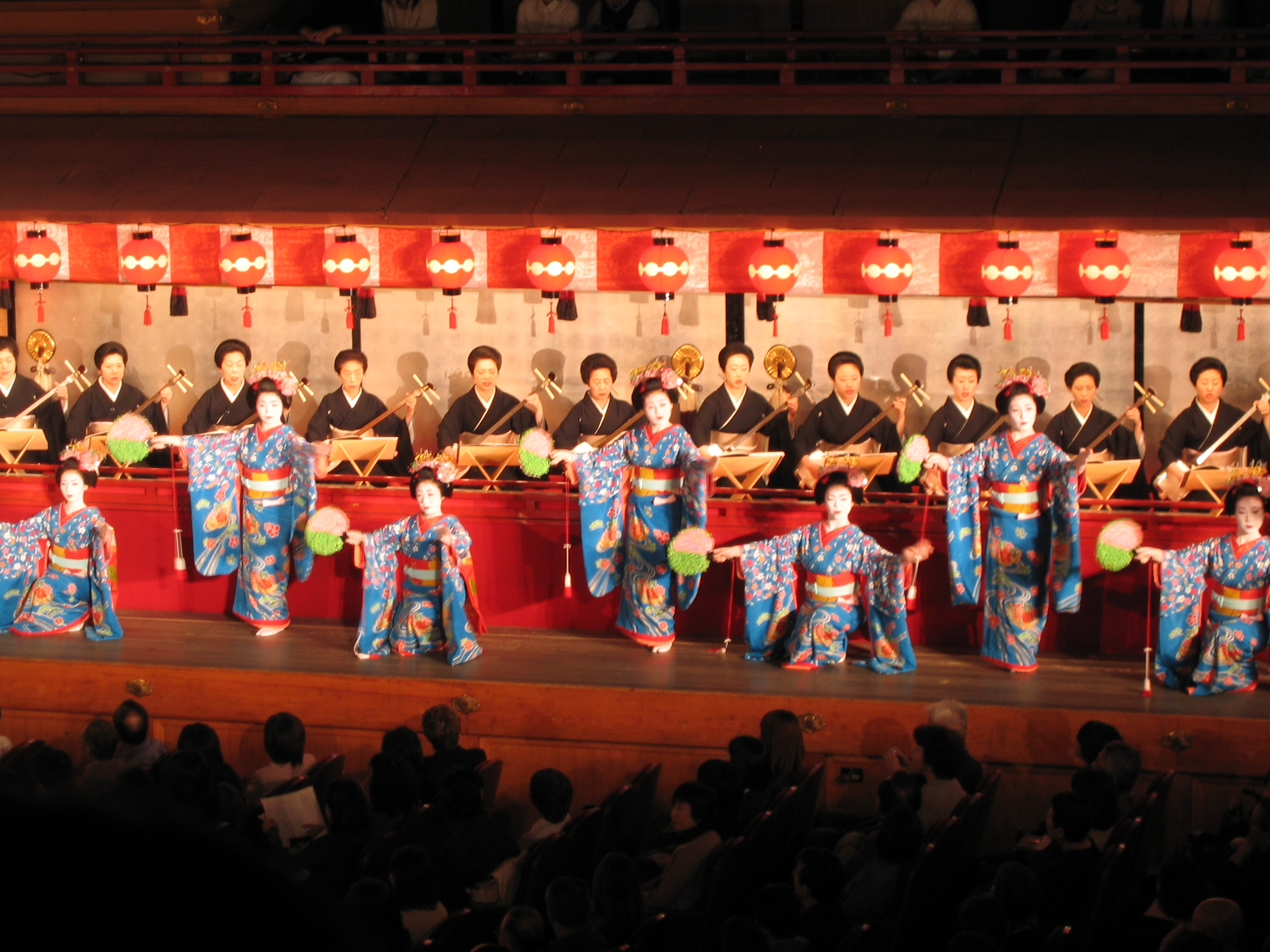
مياكو أودوري

المياكو أودوري (都 を ど り) هو أحد عروض الربيع العظيمة الأربعة في مناطقالجيشا الخمسة (هاناماشي) في كيوتو، باليابان. يتم تنفيذ الرقصات والأغاني والعروض المسرحية المقدمة في إطار المياكو أودوري بواسطة المايكو والغايكو في شارع غيون. وتُستمد الأشكال الزخرفية من الثقافة اليابانية الكلاسيكية وتتضمن الحياة اليومية بالإضافة إلى العناصر الفولكلورية،كقصة غِنجي على سبيل المثال.

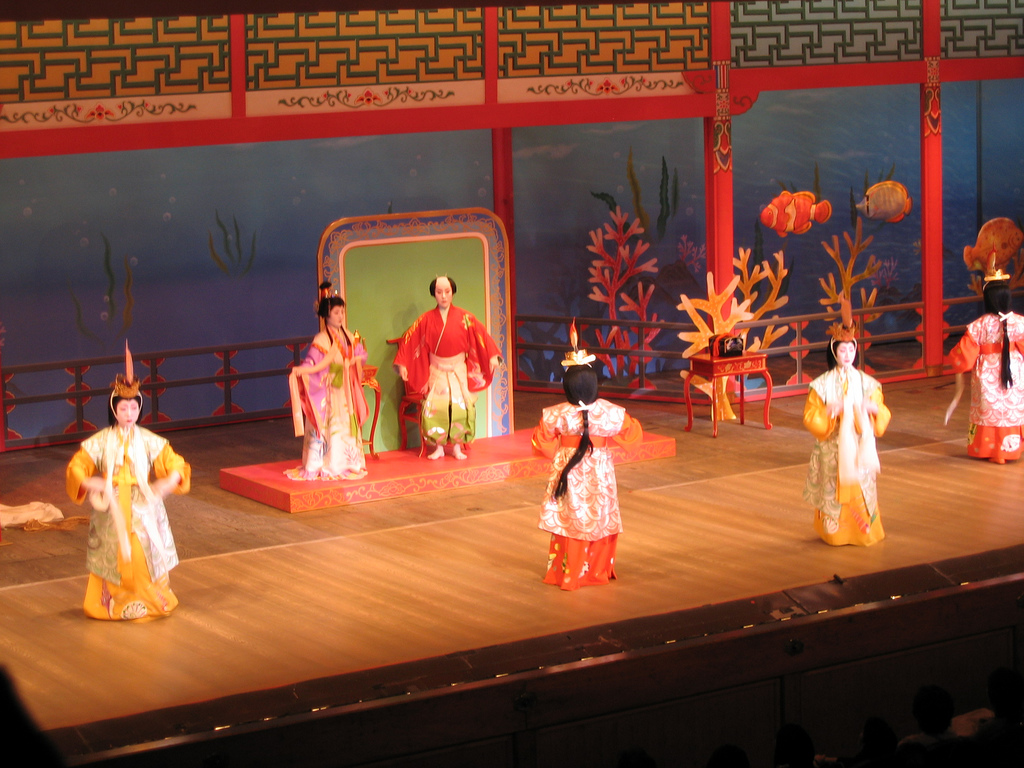
مياكو أودوري في كيوتو

يقام المياكو أودوري أربع مرات في اليوم من الأول إلى آخر شهر أبريل في مسرحغيون كوبو كابوران-جو بالقرب من ضريح ياساكا. تم الاحتفال به لأول مرة في عام 1872. وفي الأصل كان جزءًا من إحياء كيوتو الثقافي العام بعد أن تم نقل البلاط الامبراطوري إلى طوكيو في عام 1869. وفي الوقت نفسه، تعتبر تظاهرةالمياكو أودوري جزءًا من قلب الحياة الثقافية في كيوتو وتجذب العديد من الزوار.
قد تنطوي رقصةالمِياكو أودوري على 32 منالمايكووالغايكو و20 من الموسيقيين يرتدون أزياء متطابقة، وغالبا ما يؤدون ذلك في انسجام تام.